# Chiesa di Sant'Ilario (Marnate)
La chiesa di Sant'Ilario è la parrocchiale di Marnate, in provincia di Varese e arcidiocesi di Milano; fa parte del decanato della Valle Olona.

## Storia
La prima citazione d'una cappella a Marnate, attestata con il doppio titolo di Santa Maria e Sant'Ilario, risale al XIII secolo ed è contenuta nel Liber Notitiae Sanctorum Mediolani di Goffredo da Bussero, in cui si legge che era filiale della pieve dei Santi Stefano e Lorenzo di Olgiate Olona.
Nel XVI secolo la chiesa venne ricostruita; in quello stesso periodo risultava compresa nella pieve di Busto Arsizio.
Dalla relazione della visita pastorale del 1753 dell'arcivescovo Giuseppe Pozzobonelli si apprende che la parrocchiale, in cui avevano sede le confraternite del Santissimo Sacramento e della Santissima Croce, aveva come filiali gli oratori della Beata Maria Vergine, di San Rocco, di Santa Maria e di San Pietro e che il numero dei fedeli era pari a 500; questi ultimi risultavano saliti a 509 nel 1780.
Nel 1901 l'arcivescovo Andrea Carlo Ferrari, durante la sua visita pastorale, trovò che i fedeli erano 1550 e che parrocchiale, avente come filiale la chiesa dei Santi Pietro e Paolo, era sede della confraternita del Santissimo Sacramento e della Pia unione dei Francescani.
Tra il 1902 e il 1903 la chiesa venne interessata da un intervento di ampliamento, condotto su disegno di Camillo Crespi Balbi; in quell'occasione si procedette alla costruzione della facciata e del campanile, mentre la consacrazione fu impartita nel 1913 dal già citato arcivescovo Ferrari.

## Descrizione

### Esterno
La facciata a salienti della chiesa, scandita da paraste e suddivisa in due registri da una cornice marcapiano, presenta al centro un corpo più avanzato in cui si aprono il portale maggiore timpanato e una finestra; le due ali laterali, raccordate alla parte centrale con delle volute, sono invece caratterizzate dagli ingressi secondari.
Il campanile a base quadrata, che si imposta sopra la facciata, presenta la cella aperta con una bifora per lato ed è coronato dalla guglia piramidale poggiante sul tamburo.

### Interno
L'interno dell'edificio è suddiviso da pilastri, sorreggenti archi a tutto sesto, in tre navate, le cui volte sono abbellite da stucchi e da dipinti; al termine dell'aula si sviluppa il presbiterio, sopraelevato di tre gradini chiuso dall'abside.
Qui sono conservate diverse opere di pregio, tra le quali l'organo, costruito dalla ditta Carrera nel 1770, l'altare laterale dei Santi Teodolo, Giuseppe e Antonio e il quattrocentesco affresco raffigurante Sant'Ilario, di scuola lombarda.